# ケビ・ラレテイ

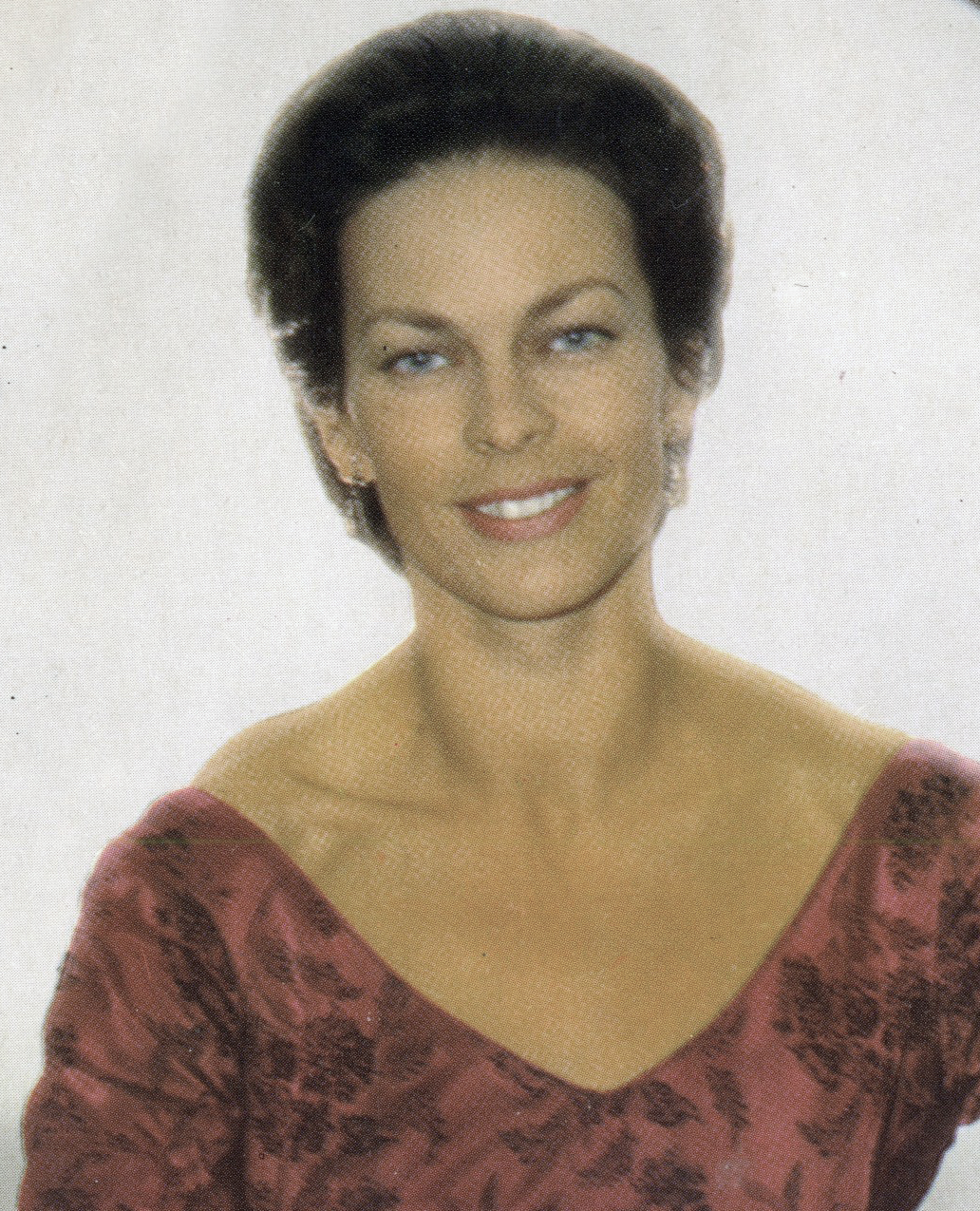
Käbi Laretei (1959)

ケビ・アルマ・ラレテイ（Käbi Alma Laretei, 1922年7月14日 - 2014年11月1日）は、エストニアのピアノ奏者。
タルトゥ出身。1936年にタリン音楽院に入学し、アイノ・コルブにピアノを学んだ。1940年にエストニアがソビエト連邦に占領されたのを受けてスウェーデンに亡命したが、スウェーデン国籍を持っていなかったことでストックホルム王立音楽院で学ぶことはかなわず、エドゥアルド・トゥビンに音楽理論、アニー・フィッシャーやマリア＝ルイーザ・シュトループ＝モレスコ等にピアノをそれぞれ師事。またスイスでエトヴィン・フィッシャーやパウル・バウムガルトナー等にピアノの指導を受けた。1945年からストックホルムで演奏活動を始める。1950年から1959年まで指揮者のグンナー・ステーンと結婚。1959年からイングマール・ベルイマンと再婚し、1969年に離婚した。
ストックホルムにて死去。